# Квартална любов
„Квартална любов“ (на испански: Amor de barrio) е мексиканска теленовела от 2015 г., режисирана от Франсиско Франко, и продуцирана от Роберто Ернандес Васкес за Телевиса. Сюжетът е базиран на мексиканските теленовели Paloma от 1975 г., създадена от Мариса Гаридо, и Muchacha de barrio от 1979 г., създадена от Фернанда Вийели.
В главните роли са Рената Нотни и Мане де ла Пара, Алехандра Гарсия и Педро Морено, а в отрицателните - Марисол дел Олмо, Джесика Кох и Лисардо. Специално участие взема първата актриса Кета Лават.

## Сюжет
Всичко започва в колоритния квартал „Ла Лагуния“. Изпълнен с живот, сделки и много движение, това е място, където живеят най-различни герои, които идват и си отиват. Сред тях е Палома, която е представител на хората, които работят усилено и споделят надеждите, желанията и борбата да реализират мечтите си.
Палома, заедно с Лаура, иска да намери истинската любов в лицето на добър мъж, който да я обича, уважава и цени. И така, двете намерират тази любов в братовчедите Даниел Маркес Лопесрейна и Раул Лопесрейна Сиснерос.
Никой от тях не подозира за тъмното минало на Каталина Лопесрейна, жена, която е наранила своите близки. Когато научават истината, четиримата трябва да се борят, за да спасят любовта си, изправяйки се срещу злобата и омразата на тази зла жена.

## Актьори
Част от актьорския състав:
- Рената Нотни – Палома Мадригал
- Мане де ла Пара – Даниел Маркес Лопесрейна
- Алехандра Гарсия – Лаура Васконселос Ариага
- Педро Морено – Раул Лопесрейна Сиснерос
- Хулиета Росен – Бланка Естела
- Мануел Ландета – Едмундо Васконселос
- Хуан Карлос Барето – Ариел Лопесрейна
- Марко Муньос – Густаво Мадригал
- Кета Лават – Селма
- Лисардо – Алберто Крус
- Джош Гутиерес – Родриго
- Джесика Кох – Тамара / Мона Лиса Алтамирано
- Габриела Карийо – Еухения Укерман
- Фернанда Ароскета – Дора Лус
- Марисол дел Олмо – Каталина Лопесрейна

## Премиера
Премиерата на Квартална любов е на 8 юни 2015 г. по Canal de las Estrellas. Последният 111. епизод е излъчен на 8 ноември 2015 г.